# Línea 84 (Córdoba)
La Línea 84, es una línea de transporte urbano de pasajeros de la ciudad de Córdoba, Argentina. El servicio está actualmente operado por la empresa TAMSE.
La línea 84 fue inaugurada el 1 de marzo de 2014, por la implementación del nuevo sistema de transporte público y operada por ERSA Urbano, hasta el 30 de septiembre de 2021, la Municipalidad de la ciudad le quita a Ersa los corredores 3 y 8 y pasan a manos de TAMSE y Coniferal donde actualmente opera.

## Recorrido
De Bº Ampliación Ferreyra a Área Central.
 Servicio diurno.
Ida:  De Camino La Carbonada – Av. Gral. Manuel Savio – Juan del Risco y Alvarado – Chirino de Posada – Colectora – Cruce Av. Circunvalación – Colectora – Chirino de Posadas – Juan Antonio Ovalle – Calle Pública D – Calle Pública 7 – Jaime Averboch – Zarate Camaño – Ramón Videla – Sofía De Luque – Morales de Albornoz – Pedro Rovelli – Alonso de Reynoso – Estanislao Learte – 17 de Julio – Av. Sabattini – Retorno en Rotonda – Av. Sabattini – Guillermo Marconi – Guido Spano – Carlos Tejedor – Goethe – Samuel Morse – Esposos Curie – Barcelona – Guido Spano – Ferroviarios – Pasaje Arribeños – Av. Sabattini – Bajada Pucará – Bv. Juan D. Perón – Esposos Curie – Rotonda –Agustín Garzón – Bv. Perón – Bv. Guzmán – San Jerónimo – Obispo Salguero – Bv. Illia – Bv. San Juan – Mariano Moreno – Rodríguez Peña hasta 9 de Julio.
Regreso: Rodríguez Peña – Av. Colón – Av. E. Olmos – Bv. Guzmán – Bv. Perón – Bajada Pucará – Ferroviarios – Barcelona – Esposos Curie – Samuel Morse – Luis Braille – Tristán Narvaja – Av. Sabattini – 17 de Julio – E. Learte – Av. Los Sauces – Pedro Rovelli – Alonso de Reynoso – Sofía de Luque – Alonso de Miranda – Zárate Camaño – Jaime Averboch – Calle Pública 7 – Calle Pública D – José Antonio Ovalle – Chirinos de Posadas – Colectora – Cruce Av. Circunvalación – Colectora – Chirinos de Posadas – Juan del Risco y Alvarado – Av. Gral. Manuel Savio – Camino La Carbonada.